# Michelle Perry
Michelle Perry, född 1 maj 1979 i Granada Hills i Kalifornien, är en amerikansk före detta friidrottare. Hon tävlade i huvudsak i 100 m häck och sjukamp. Hennes personbästa är 12,43 sekunder respektive 6 126 poäng.
Hon blev amerikansk mästare på 100 m häck 2005. Hon blev trea på de amerikanska OS-uttagningarna i sjukamp och deltog i olympiska sommarspelen 2004.
Perry vann guld på distansen 100 meter häck under VM i friidrott i Osaka, Japan.